# Stefan Morjean
Stefan Morjean (né le 17 mars 1960 à Zwevegem,) est un coureur cycliste belge, principalement actif dans les années 1980.

## Biographie
En 1983, Stefan Morjean s'impose à six reprises chez les amateurs. Il évolue ensuite au niveau professionnel entre 1984 et 1989 au sein des équipes Tönissteiner puis Hitachi. Durant cette période, il remporte le Trophée des grimpeurs  en 1988. Il participe également à quatre reprises au Tour de France. 
Après sa carrière sportive, il ouvre un magasin de cycles à Mont-de-l'Enclus.

## Palmarès et résultats

### Palmarès par année
- 1983
  - 1re étape du Tour de Flandre-Occidentale
  - Coupe Egide Schoeters
- 1984
  - 2e de la Coupe Sels
- 1988
  - Trophée des grimpeurs

### Résultats sur les grands tours

#### Tour de France
4 participations
- 1985 : abandon (6e étape)
- 1986 : hors délais (16e étape)
- 1987 : 93e
- 1988 : 101e

#### Tour d'Italie
1 participation 
- 1989 : 103e

#### Tour d'Espagne
1 participation
- 1984 : abandon (15e étape)